# 佐藤文夫
佐藤 文夫（さとう ふみお、1929年2月14日 - 2023年8月23日）は、日本の経営者。東芝社長を務めた。

## 経歴
大分県臼杵市出身。1953年、東京大学工学部機械工学科卒業。同年、東京芝浦電気(現在の東芝)に入社。1982年6月に取締役に就任し、常務、専務を経て、1988年6月に副社長に就任した。1992年6月に社長に昇格し、1996年6月に会長に就任し、1999年からは相談役を務めた。
日本ロジスティクスシステム協会会長、日本科学技術振興財団理事、日本機械学会会長なども歴任した。
2023年8月23日腎不全のために死去。94歳没。